# Невдахи (фільм, 2010)
Невда́хи, також Лу́зери (англ. The Losers) — американський фільм 2010 року, драмедійний бойовик режисера Сільвена Вайта; в головних ролях — Джеффрі Дін Морган, Ідріс Ельба, Зої Салдана, Кріс Еванс та інші.

## Синопсис
«„Лузери“ — божевільний екшн про зраду і помсту, що розповідає про членів елітного загону спеціального призначення, яких відправили в джунглі Болівії. Їм поставили завдання „знайти і знищити“, але на місці з'ясовується, що команду — Клея, Дженсена, Рока, Пуча і Кугара — підставили, і вони потрапили під перехресний вогонь двох протиборчих таборів. Смертельне протистояння було спровоковано зсередини могутнім ворогом, про якого відомо лише одне: його ім'я — Макс.»

## Український переклад
Український переклад фільму «Невдахи» («Лузери») виконаний студією «Так Треба Продакшн» на замовлення телеканалу ICTV.

## У головних ролях
| Актор              | Роль                                                                           |
| ------------------ | ------------------------------------------------------------------------------ |
| Джеффрі Дін Морган | Франклін Клей «Клей» (Clay) командир загону, колишній підполковник ССО         |
| Зої Салдана        | Аїша аль-Фаділь «Аїша» (Aisha)                                                 |
| Ідріс Ельба        | Вільям Рок «Рок» (Roque) підривник-тактик, колишній капітан спеціальних військ |
| Кріс Еванс         | Джейк Дженсен «Дженсен» (Jensen) зв'язківець-комп'ютерник, колишній капітан    |
| Коламбус Шорт      | Линвуд Портеус «Пуч» (Pooch) пілот, механік-водій, зброяр, колишній сержант    |
| Оскар Хаенада      | Карлос Альварес «Кугар» (Cougar) снайпер, колишній сержант                     |
| Джейсон Патрік     | Макс (Max) агент ЦРУ                                                           |
| Голт МакКелені     | Вейд (Wade) помічник Макса, колишній колега членів команди Клея                |

## Цікаві факти
- У фільмі Макс носить білу або чорну рукавичку на лівій руці: в оригінальному коміксі Макс — це насправді два близнюки, яких можна було розрізняти саме за кольором їхньої рукавички.
- «Невдахи» — перший фільм компанії Dark Castle Entertainment[en] (з 1999 року), який не має обмежень для перегляду глядачами до 16 років (R-рейтинг).